# إيسلاندا غود روبينسون
إيسلاندا «إيسي» كاردوزو غود روبينسون (بالإنجليزية: Eslanda Goode Robeson) (15 ديسيمبر، 1895 - 13 ديسيمبر، 1965) كانت عالمة إنسانيات (أنثروبولوجيا)، مؤلفة، ممثلة وناشطة في الحقوق المدنية. كانت زوجة ومديرة أعمال المغني والممثل بول روبيسون.

## السنوات المبكرة والزواج
ولدت إيسلاندا كاردوزو غود في واشنطن العاصمة، في 15 ديسمبر، 1895، منحدرة من أفارقة مستعبدين. كان جد أبيها يهوديًا سفارديًا طُردت عائلته من إسبانيا في القرن السابع عشر. وكان جدها لأمها فرانسيس لويس كاردوزو، وهو أول أمين صندوق أسود من كارولاينا الشمالية. كان والدها جون غود كاتبًا قضائيًا في قسم الحرب والذي حصل لاحقًا على شهادة في القانون من جامعة هاوارد. كان لإيسلاندا أخوان أكبر منها سنًا وهم جون الصغير وفرانيس.
درست إيسلاندا في جامعة إيلينوي وتخرجت لاحقًا من جامعة كولومبيا في نيويورك بشهادة البكالوريوس في الكيمياء. وأصبحت نشطة سياسيًا لأول مرة خلال السنوات التي قضتها في كولومبيا، وذلك عندما تم تقوية اهتمامها بالمساواة العرقية من قبل المثقفين الشباب في نيويورك. أصبحت إيسلاندا رئيسة كيميائيي الأنسجة لعلم الأمراض الجراحي بعد فترة قصيرة من بدئها بالعمل في مستشفى نيويورك-بريسبيتيريان لاحقًا، وكانت أول شخص أسود يشغل هذا المنصب.
في عام 1920، درست إيسلاندا وبول روبسون في الجامعة الصيفية في كولومبيا. وتزوجا بعد سنة في شهر أغسطس 1921. تخلت إيسلاندا عن نواياها في دراسة الطب وساندت زوجها كمديرة لأعماله. ينسب لها بول الفضل لها لكونها المحفزة لمهنته التمثيلية، حيث قال «حتى ذلك الحين، لم أقصد أبدًا أن أصبح ممثلًا، وقد قلت نعم لكي تكُفَّ عن مضايقتي.» عملت إيسلاندا في المستشفى حتى عام 1925، وذلك عندما بدأت مهنة زوجها بأخذ المزيد والمزيد من وقتها. وقد قضت الوقت بين هارليم، لندن وفرنسا في السنوات اللاحقة.
ولد الطفل الوحيد لعائلة روبينسون واسمه بول الصغير في 2 نوفمبر، 1927؛ وكان روبينسون في جولة حينها في جولة في أوروبا. أصاب التوتر علاقتهم الزوجية وعانت إيسلاندا من علاقات زوجها الغرامية الذي قيل أنها بدأ بعلاقة مع فريدا دايموند في عام 1925. أثرت علاقات غرامية أخرى على علاقتهما كعلاقته بالممثلات فريدي واشنطن وبيغي أشكروفت كادت علاقة روبيسون الطويلة مع يولاندا جاكسون أن تنهي زواجهما، وقد وافقت إيسلاندا حتى على الطلاق في وقتها. ولكن بالرغم من كل الإخفاقات والانفصالات، استمر الزواج، لأن كل منهما كان لديه احتياجات لا يلبيها إلا الطرف الآخر. اختارت إيسلاندا أن «تتعالى عن علاقات بول العاطفية»، ولكن مع أن تبقى متزوجة منه وتسلك حياتها المهنية الخاصة.

## عالمة الأنثروبولوجيا
في عام 1931، كان الزوجان يعيشان في لندن وأصبحا أبعد عن بعضهما. استمرت إيسلاندا في مهنتها الخاصة، ومثّلت ادوارًا في ثلاثة أفلام على مدى العامين التاليين. ثم التحقت بكلية لندن للاقتصاد للأنثروبولوجيا وتخرجت في عام 1937. وتعلمت الكثير عن أفريقيا في إنجلترا. قامت بأول رحلة من رحلاتها الثلاث للقارة الأفريقية، متجولة في أفريقيا الجنوبية والشرقية مع ابنها في عام 1936. ومع إشارات حرب وشيكة في أوروبا، انتقلت عائلة روبيسون مرة ثانية إلى هارلم في عام 1938. وبعد ثلاث سنوات، انتقلوا إلى إينفيلد، كونيتيكت، إلى عقارهم، «ذا بيجيز». حصلت إيسلاندا على شهادة الدكتوراه في الأنثروبولوجيا من معهد هارتفورد الإكليريكي في عام 1946. اكملت كتابها الثاني رحلة أفريقية في نفس السنة، باستخدام مذكراتها اليومية عن رحلتها لأفريقيا. كان الكتاب غير اعتيادي، حيث كانت الكتب المؤلفة عن أفريقيا قليلة في تلك الأيام. وكانت نظرتها عن النساء في أفريقيا السوداء فريدة كامرأة أفريقية أمريكية. حصلت على إجازة نشر الكتاب الأديبة بيرل باك، والتي كان زوجها رئيس شركة جون داي للنشر. وقد جادل الكتاب بأن الناس من البشرة السوداء يجب عليهم أن يفتخروا بتراثهم الأفريقي. وكانت كل من المراجعات من قبل البيض والسود إيجابية.

## روابط خارجية
- إيسلاندا غود روبينسون على موقع IMDb (الإنجليزية)
- إيسلاندا غود روبينسون على موقع قاعدة بيانات الفيلم (الإنجليزية)
- إيسلاندا غود روبينسون على موقع كينوبويسك (الروسية)